# Bob Uecker
Robert George „Bob“ Uecker (* 26. Januar 1934 in Milwaukee, Wisconsin; † 16. Januar 2025 in Menomonee Falls, Wisconsin) war ein US-amerikanischer Sportreporter, Schauspieler und Major-League-Baseball-Profi.

## Leben
Uecker wuchs in Milwaukee auf und unterschrieb 1956 seinen ersten Profivertrag bei den Milwaukee Braves. Sein erstes Spiel in der MLB hatte er 1962. Er wechselte zu den St. Louis Cardinals, mit denen er 1964 die Meisterschaft errang. Über die Philadelphia Phillies kehrte er zu den Braves zurück, welche zwischenzeitlich zu den Atlanta Braves geworden waren, und beendete bei ihnen 1967 seine Profikarriere.
1971 begann Uecker zunächst als Radioreporter die Spiele der Milwaukee Brewers zu kommentieren, daraufhin wurde er auch zum Fernsehreporter bei der ABC. In den 1990er Jahren wechselte er zur NBC. Durch seinen hohen Bekanntheitsgrad in der Bevölkerung und seine Schlagfertigkeit war Uecker ein häufiger Gast in Johnny Carsons Tonight Show, wo er auf 64 Auftritte kam. Als Schauspieler hatte er eine der Hauptrollen in der zwischen 1985 und 1990 in 116 Folgen produzierten Sitcom Mr. Belvedere. Daneben spielte er unter anderem in den Spielfilmen der Indianer-von-Cleveland-Reihe und hatte Cameo-Auftritte in Wer ist hier der Boss? und Futurama. Weiterhin war er Ende der 1980er Jahre als Ringsprecher bei zwei Wrestlemania-Veranstaltungen für World Wrestling Entertainment tätig.
Uecker veröffentlichte eine Autobiografie unter dem Titel Catcher in the Wry sowie das Baseball-Sachbuch Catch 222.

## Auszeichnungen
- 2001: Aufnahme in die Radio Hall of Fame
- 2003: Ford C. Frick Award der Baseball Hall of Fame
- 2010: Aufnahme in die WWE Hall of Fame

## Filmografie (Auswahl)
- 1985: Black Cats (O.C. and Stiggs)
- 1985–1990: Mr. Belvedere (Fernsehserie, 118 Folgen)
- 1986: Wer ist hier der Boss? (Who’s the Boss?, Fernsehserie, Folge 2x24)
- 1989: Die Indianer von Cleveland (Major League)
- 1993: Crazy Instinct (Fatal Instinct)
- 1994: Die Indianer von Cleveland II (Major League II)
- 1996: Ein tierisches Trio – Wieder unterwegs (Homeward Bound II: Lost in San Francisco, Stimme)
- 1998: Zweite Liga – Die Indianer von Cleveland sind zurück (Major League: Back to the Minors)
- 2002: Futurama (Fernsehserie, Folge 4x10, Stimme)
- 2018: Teen Titans Go! (Fernsehserie, Folge 5x17, Stimme)
- 2021: Monster bei der Arbeit (Monsters at Work, Fernsehserie, Folge 1x03, Stimme)